# Pepsi-Cola Venezuela
Pepsi-Cola Venezuela, también conocida como PepsiCo Venezuela S.A.. es una empresa de bebidas y alimentos aperitivos, filial de Empresas Polar en Venezuela bajo el término de empresa conjunta de las multinacionales PepsiCo y Frito-Lay para administrar la franquicia en el país.

## Historia

### Organización Cisneros (1939-1996)
En 1939 comienza la historia de PepsiCo en Venezuela cuando se introdujo la bebida carbonatada Pepsi-Cola al mercado venezolano por parte de la Organización Diego Cisneros. Los nexos de la familia con la industria de las gaseosas se remontan cuando Antonio y Diego Cisneros Bermúdez durante un viaje por los Estados Unidos conoce la marca, hace los primeros contactos con los fabricantes y concreta su producción, comercialización y distribución para Venezuela.
En 1940 se comienzan a vender la bebida gaseosa, conocida comúnmente como refresco, en septiembre de 1940, tras inaugurar la primera planta en el este de Caracas, propiamente en Santa Eduvigis. Su competencia en el mercado nacional de entonces eran pequeñas empresas de refresco regionales como Refrescos Dumbo, además de Coca Cola que había llegado en 1928 al país. Luego de una intensa campaña logran posicionarse como líderes del mercado venezolano en 1969 siendo uno de los pocos países del mundo donde Pepsi dominaba sobre Coca-Cola.
En vista del crecimiento y la insospechada demanda del producto, en 1941 Antonio Cisneros se instaló en Barcelona, Anzoátegui para impulsar la nueva planta de “Gaseosas Orientales”. Por su lado Diego Cisneros se asoció en Maracaibo con Joaquín Brillembourg y Rafael París a fin de instalar una nueva embotelladora de Pepsi Cola, la cual comenzó su funcionamiento en 1943.
La expansión tan acelerada de los negocios de los Cisneros se presentaban en un momento cuando esta en apogeo la Segunda Guerra Mundial. Aun cuando Venezuela no estaba involucrada en el conflicto, sí se veía afectada, lo que llevó a Diego Cisneros a traer al país un amplio suministro de la fórmula básica de Pepsi Cola, y con ello logró no afectar la producción y continuar satisfaciendo la demanda existente para el momento. 
En 1944, según memorias de la embotelladora, la producción nacional de Pepsi Cola se igualaba con la de Coca Cola; para 1948 se duplicaba; y en 1952 la triplicaba, lo cual la llevó a dominar el mercado cubriendo las dos terceras partes (cerca del 66%) del consumo de bebidas gaseosas en el país.
El 1985 fue el momento de mayor dominación en el mercado, cuando Pepsi acapara el 85% de las ventas de refrescos en el país, representando una negocio de 400 a 700 millones de dólares anuales. Pese a toda su visibilidad como bastión de Pepsi a nivel mundial, Venezuela solo contribuyó con $10 millones a los ingresos de Pepsi en 1995.
En 1989 nace PepsiCo Alimentos en Venezuela operando una empresa conjunta (Joint Venture) con Empresas Polar denominada Snacks América Latina, la cual estuvo conformada por Comercializadora Savoy, Distribuidora Marlon, Distribuidora Taobe y Comercializadora Jacks, entre otras. Desde ese momento, y hasta la actualidad, dichos productos han contenido snacks realizados por las empresas que la conformaban, siendo exclusivos para los venezolanos, y los productos de multinacional Frito Lay.
La experiencia que representaba embotellar, comercializar y distribuir mediante la empresa Panamerican Beverages Inc. (o Panamerican), permitió introducir en el mercado venezolano bebidas gaseosas con sabores locales, logro que surgiera en 1996 la marca Hit de Venezuela (y Frescolita). 
En 1991, Hit de Venezuela, representada por Oswaldo Cisneros anuncia los planes de desprenderse de la marca, aunque no esto se realizaría finalmente en 1996. En 1993, Empresas Polar incursiona en el negocio de refrescos al adquirir la pequeña embotelladora Golden Cup. Desde entonces, posee la marca de sabores Golden.
Sin previo aviso The Coca-Cola Company entró en negociaciones con Oswaldo Cisneros, y firmaron finalmente un contrato el 16 de agosto de 1996 de trabajo en conjunto, provocando que Pepsi se quedara sin ningún representante en el país, y desaparece por un tiempo de la tiendas al no contar con inventario y distribuidor. En relación con la decisión, Oswaldo afirmó que con Pepsi solo tenía la representación de una marca, pero con Coca Cola ahora tiene un socio, lo cual implicó un acuerdo por un valor de casi 500 millones de dólares que pagó.

### Empresas Polar (1996-presente)
El 14 de noviembre de 1996 se anuncia la compañía venezolana Empresas Polar adquiere oficialmente la franquicia de Pepsi, empezando su producción en diciembre del mismo año. Inicialmente, la empresa conjunta embotellaría Pepsi, 7Up y los refrescos Golden de Polar, por un tiempo en dos plantas embotelladoras de Polar, mientras la empresa construía una planta que comenzaría a operar durante 1997 en San Francisco de Yare, Estado Miranda. Ese mismo año se formó la empresa conjunta (Joint Venture) donde la multinacional PepsiCo Internacional poseería el 30% con Empresas Polar el 70%, creando así la filial Pepsi-Cola Venezuela, siendo una empresa agrupada como embotelladora y distribuidora de las bebidas y la productora de aperitivos, bajo los estándares de calidad de PepsiCo (que agrupa productos de Frito Lay, Pepsi y Quaker Oats) y de Polar (con productos nacionales como Golden, Yukery, Minalba y aperitivos como NatuChips y Jack's). Cambien, tras la compra de la embotelladora de San Pedro de Los Altos y todos sus manantiales, se incorpora el agua mineral Minalba al portafolio del negocio, que se encontraban también en el dominio de Cisneros.
Desde su regreso al mercado, y hasta la actualidad, la empresa ha intentado recuperar la marca a nivel nacional con campañas en televisión transmitido durante un tiempo por RCTV, además de la presencia los estadios de béisbol con llamada Barra Pepsi y el Festival de Jonrón Pepsi. También intenta asociar su marca a grupos de música venezolanos como Caramelos de Cianuro y Malanga, entre otros, y deportistas como Bob Abreu y Omar Vizquel. Igualmente, compite en el mercado de las bebidas gaseosas de diversos sabores con Golden contra HIT.
En 1998 Frito-Lay se convierte en el líder de botanas de chips en Centro y Sudamérica, por el joint venture hecho en conjunto con Empresas Polar SA de Venezuela.  En 2001, con la adquisición de MAVESA, se incorpora al portafolio de PepsiCola Venezuela la marca Yukery.
En 2002 PepsiCo. International licencia a Empresas Polar la marca Gatorade para Venezuela, ese mismo año Empresas Polar agrupó todas la producción de bebidas y aperitivos bajo una división llamada PepsiCo Venezuela. 
En 2007 PepsiCo amplió su participación accionaria en la empresa Snacks América Latina, que desde ese momento fue una empresa 100% de PepsiCo. Este mismo año, se une al catálogo la producción de Té Frío líquido Lipton, marca manejda en conjunto con la empresa de Unilever. 
En 2008 PepsiCo cambia la denominación de Snacks América Latina a PepsiCo Alimentos S.C.A para toda Latinoamérica. En 2013 amplía su catálogo de productos con la producción de gelatinas Golden y Lipton Ice Tea en polvo.

## Conformación

### Empleados
La empresa PepsiCo cuenta con 1.948 empleados directos en Venezuela: 1.905 forman parte del sector alimentos, 43 son empleados directos de la unidad de bebidas. A estos se suman indirectamente 10.320 trabajadores de PepsiCo Venezuela (empresa distribuidora y embotelladora de nuestras bebidas carbonatadas y energética), para un total de 12.268 asociados a PepsiCo.

### Plantas
Para la producción de aperitivos:
- Planta Maracay - (Santa Cruz)
- Planta La Grita (Táchira).

Para la producción de concentrados de bebidas:
- Planta San Francisco de Yare (Miranda)
- Planta Minalba (San Pedro de Los Altos, (Miranda)

## Premios Pepsi Music
Los Premios Pepsi Music Venezuela (PPM), es una ceremonia de entrega anual de premios a lo mejor de la música en Venezuela, y que es organizada por Pepsi-Cola Venezuela. Su primera edición se llevó a cabo el 29 de marzo de 2012 en Caracas, y hasta la actualidad se siguen llevando esta entre de premios como apoyo al género musical venezolano.

## Conflicto Coca-Cola/Pepsi de 1996
Los Cisneros querían concentrar sus negocios en las comunicaciones y el entretenimiento, por lo que ofrecieron vender Hit de Venezuela a la casa matriz de Pepsico entre el 50 y el 100% de su negocio, pero Pepsi solo se ofreció a comprar la operación de concentrado de sabor y el 15% del negocio. Al no recibir una respuesta positiva, estos optaron por negociar con Coca-Cola, quien venía hablando con la organización con anterioridad, a sabiendas de que Coca Cola era mayoría en toda Latinoamérica, y esta planeaba una estrategia agresiva para recuperar el mercado en Venezuela, que tenía el caso único de contaba con 12% de participación en el mercado.
The Coca-Cola Company entró en negociaciones con Oswaldo Cisneros, presidente de Hit, y firmaron finalmente el 16 de agosto de 1996. Casi una semana luego de la firma, Coca-Cola estaba presente todo el mercado nacional a un precio de la mitad de su valor, teniendo ahora presencia casi el 80% con el agregado de la empresa Hit, que ahora se llamaba "Coca-Cola y Hit de Venezuela". Este contrato, junto a la problemática presentada en Argentina, representó un crecimiento de las acciones de Coca-Cola y una disminución para Pepsi en Estados Unidos. Mientras tanto el entonces presidente Rafael Caldera garantizó que su gobierno sería neutral en la "guerra de las colas", en tanto su ministro de Planificación, Teodoro Petkoff, expresó regocijo por lo que la batalla entre rojos y azules representa en inversiones. En relación con la decisión, Oswaldo afirmó que con Pepsi solo tenía la representación de una marca, pero con Coca Cola ahora tiene un socio, lo cual implicó un acuerdo por un valor de casi 500 millones de dólares que pagó.
El acuerdo entre la Coca Cola y el grupo Cisneros, a través de su empresa Hit de Venezuela, incluyó la red de camiones de distribución y las 18 plantas embotelladoras en todo el país que estaban al servicio de la Pepsi. De acuerdo con los términos de la negociación, la Coca Cola aportará recursos financieros y sus intereses de embotellado en Venezuela, a cambio de una participación del 50% en el capital de la nueva compañía, para lo cual se destinaron 500 millones de dólares. Por su lado Hit de Venezuela pone a la disposición sus plantas para expandir la participación hacia otros mercados. La operación fue realizada por 1.100 millones de dólares, incluyendo 906 millones en acciones de Panamco, 100 millones en efectivo y 100 millones en deuda. La empresa transnacional que embotella productos de la Coca Cola en México, Brasil, Colombia y Costa Rica, se hará cargo de la operación conjunta dirigida por Coca Cola y las embotelladoras Cisneros.
Pepsi se quedó sin ningún representante en el país, y desaparece por un tiempo de la tiendas al no contar con inventario y distribuidor, ya que Hit dejó de elaborar Pepsi en sus 19 plantas y de distribuirla en sus 1000 camiones, produciendo a marchas forzadas millones de litros de Coca-Cola y dejando a Pepsi al borde del colapso. Tras este hecho PepsiCo presentó una demanda de indemnización el 21 de agosto del mismo año, presentando así una etapa considerada como la "guerra de las colas". Pepsi asumió todas las responsabilidades de las acciones jurídicas  contra los Cisneros por infringir su contrato con Pepsi para unirse a Coca Cola, pero afirmó que no tiene planes para tomar el control de las plantas embotelladoras que Coca-Cola había colocado a la venta en un fideicomiso especial junto a 500 vehículos, depósitos y otras instalaciones y equipos. Como réplica, Oswaldo Cisneros, presidente de la embotelladora, apeló a los elementos que hacen rescindible la asociación, como serían poco cuidado de Pepsi para con su mercado venezolano y negativa a inversiones en nuevas tecnologías.
La demanda PepsiCo se presenta por rompimiento unilateral y anticipado de contrato, que estaba contemplado hasta 2003, y por prácticas monopólicas. The Coca-Cola Company tuvo que pagar todas las multas, que daban una sumatoria de 194 millones de dólares, debido en el contrato realizado junto a Cisneros se declaraba que esas dichas multas debían ser pagadas únicamente por Coca-Cola. La franquicia PepsiCo fue adquirida por Empresas Polar posteriormente.
El 14 de mayo de 1997, Oswaldo, heredero de Antonio Cisneros Bermúdez, ofreció una rueda de prensa para confirma su segundo golpe financiero en diez meses: tras separarse de la Pepsi-Cola y fusionarse con su archirrival Coca-Cola, vendió la embotelladora a la mexicana Panamco (Panamerican Beverages Inc.), junto a su primo-hermano Gustavo Cisneros, hijo de Diego Cisneros, y quien era el presidente de la Organización Cisneros. Con ello se esperó llevar el consumo per cápita de refrescos desde las 230 botellas por año a 320. Esto significa pasar de 210 millones de cajas a 300, informó Gustavo Cisneros, presidente de la Organización Diego Cisneros, quien agregó "Vamos a hacerle la competencia a Pepsi-Cola y a Polar". El nuevo pacto representa para Coca-Cola ser propietaria del 22,6% de las acciones comunes y del 25% de las acciones con derecho a votar, mientras que la familia Cisneros posee el 10,3% de cada clase de esas acciones.